# Gene Austin
Lemeul Eugene Lucas (24 de junio de 1900 - 24 de enero de 1972), más conocido por su nombre artístico Gene Austin, fue un cantante y compositor estadounidense, uno de los primeros "crooners". Su grabación de "My Blue Heaven" vendió más de 5 millones de copias y fue durante un tiempo el disco más vendido de todos los tiempos.  Sus composiciones " When My Sugar Walks Down the Street " y " The Lonesome Road " se convirtieron en estándares de la música pop y el jazz. 

## Biografía
Austin nació como Lemeul Eugene Lucas en Gainesville (Texas).  Tomó el nombre de Gene Austin de su padrastro Jim Austin, un herrero.  Austin creció en Minden (Luisiana), donde aprendió a tocar el piano y la guitarra.  Con 15 años se escapó de casa y se dirigió a Houston, donde asistió a una actuación de vodevil en la que se permitía al público subir al escenario y cantar.  Animado por sus amigos, Austin subió al escenario y cantó por primera vez desde que era niño y formaba parte del coro de la congragación Bautista. La respuesta del público fue abrumadora y la compañía de vodevil inmediatamente le ofreció un puesto en su elenco. 
Austin se unió al ejército de Estados Unidos a la edad de 15 años con la esperanza de ser enviado a Europa para luchar en la Primera Guerra Mundial.  Su familiaridad con los caballos al ayudar a su padrastro en su negocio de herrería impulsó al ejército a asignar a Austin a la caballería y enviarlo a México durante la expedición contra Pancho Villa del general John J. Pershing, por la que recibió la Medalla al Servicio Mexicano. Posteriormente sirvió en Francia en la Primera Guerra Mundial. 
Al regresar a los Estados Unidos en 1919, Austin se instaló en Baltimore (Maryland), donde estudió brevemente odontología y derecho.  Pronto empezó a tocar el piano y cantar en las tabernas locales. Comenzó a escribir canciones y formó un número de vodevil con Roy Bergere, con quien escribió "How Come You Do Me Like You Do".  Austin trabajó brevemente en un club propiedad de Lou Clayton, quien más tarde formó parte del famoso equipo de vodevil Clayton, Jackson y Jimmy Durante.

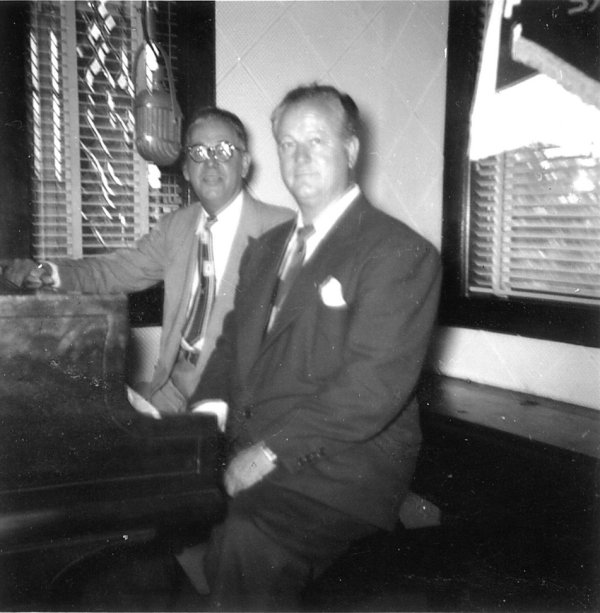
Austin, invitado de Art Gillham en WQXI Atlanta (septiembre de 1953)

Gene Austin fue uno de los primeros cantantes verdaderamente notables e influyentes cuyos discos en su época disfrutaron de ventas récord. Realizó una cantidad sustancial de grabaciones, muchas de ellas con gran éxito de ventas.  Algunos de sus mayores éxitos incluyen " The Lonesome Road ", " My Blue Heaven ", "Riding Around in the Rain", " Tonight You Belong to Me " y " Ramona ".  En la cima de su carrera, Austin exigió que sólo el pianista Fats Waller pudiera acompañar sus discos. 
En 1924, Austin formaba parte del Tin Pan Alley de Nueva York. Su primera grabación subrepticia fue proporcionar la voz al guitarrista de Tennessee, George Reneau, cuya propia voz no grabó bien.  En 1925, grabó su popular canción " When My Sugar Walks Down the Street " para Victor Talking Machine Company a dúo con Aileen Stanley. El director de orquesta Nathaniel Shilkret, en su autobiografía, describe los acontecimientos que llevaron a la grabación.  Siguió ese año con éxitos, entre ellos "Yearning (Just for You)" y " Yes Sir, That's My Baby  En la siguiente década, Austin vendió más de 80 millones de discos. 
Su " Bye Bye Blackbird " de 1926 estuvo entre los 20 mejores discos del año. "My Blue Heaven", de George A. Whiting y Walter Donaldson, estuvo en las listas en 1928 durante 26 semanas, permaneció en el puesto número 1 durante 13 y vendió más de 5 millones de copias. Fue galardonado con un disco de oro por la RIAA.  Hasta que " White Christmas " de Bing Crosby lo reemplazó, fue el disco más vendido de todos los tiempos.  Con la esperanza de duplicar el éxito, rápidamente se publicó "Ramona", una canción de L. Wolfe Gilbert y Mabel Wayne creada para la película romántica de aventuras de 1927 Ramona protagonizada por la actriz mexicana Dolores del Río. Estuvo en las listas durante 17 semanas, fue el número uno durante ocho y superó fácilmente el millón en ventas. También obtuvo el estatus de disco de oro.  Su siguiente éxito, la canción de 1928 de Joe Burke y Benny Davis, " Carolina Moon ", estuvo en las listas durante 14 semanas, con siete semanas en el número 1.  La Gran Depresión golpeó duramente durante los años de éxito de Austin y dañó gravemente la industria discográfica y, con ella, la carrera de Austin. 
A pesar de no haber aprendido nunca a leer ni escribir música, Austin compuso más de 100 canciones.  Sus composiciones incluyeron "When My Sugar Walks Down the Street", grabada posteriormente por Duke Ellington, Nat King Cole, The Ink Spots, Hot Lips Page, Johnny Mathis, The Four Freshmen, Red Nichols 'Five Pennies, Ella Fitzgerald, Sy Oliver y The Wolverines ; "How Come You Do Me Like You Do?", grabado por Fletcher Henderson y su orquesta, Gene Rodemich, Marion Harris, George Wettling y Erroll Garner ; "The Lonesome Road", escrita con Nat Shilkret, grabada por Bing Crosby, Fats Waller, Louis Armstrong, Eddy Arnold, Don Gibson, Mildred Bailey, Les Paul, Judy Garland, Frankie Valli and the Four Seasons, Sammy Davis, Jr. Dick Dale, The Fendermen, Frank Sinatra, Chet Atkins, Bobby Darin, Duane Eddy, Paul Robeson, Jerry Vale, Muggsy Spanier, Tommy Dorsey, Benny Goodman, Jimmie Lunceford, Frankie Laine y Ted Lewis ; "Riding Around in the Rain", escrito con Carmen Lombardo y "La Voz del Sur". 
Austin formó un trío con el bajista Johnny Candido y el guitarrista Otto Heimel. Se llamaban a sí mismos Gene Austin y sus Candy y Coco.  Tuvieron una serie de radio de 1932 a 1934.  Tom Parker, quien más tarde se convirtió en el manager de Elvis Presley, gradualmente se abrió camino en el negocio de la música cuando comenzó a promover a Gene Austin en 1938. 
En la década de 1940, Austin y sus cantantes realizaron una gira por Estados Unidos en una caravana de 14 camiones con su propia planta de energía y cocina propia. Se detuvo en Minden (Luisiana), la ciudad que lo vio crecer, y actuó allí en un popular espectáculo en una carpa en los terrenos de la planta local de Coca-Cola, propiedad de la familia Hunter. 

## Estilo
Con la llegada de la grabación eléctrica, Austin, junto con Rudy Vallee, Art Gillham, Nick Lucas, Johnny Marvin y Cliff Edwards, adoptó un estilo íntimo, apto para la radio y con micrófonos cercanos, que reemplazó al estilo de voz completa y apto para el escenario. Estilo de voz de tenor popularizado por cantantes como Henry Burr y Billy Murray.  Cantantes posteriores como Bing Crosby, Frank Sinatra y Russ Columbo atribuyeron a Austin la creación del género musical que inició sus carreras. Austin también influyó en su amigo Jimmie Rodgers (quien consideraba a Austin su "ídolo") y como tal contribuyó al nacimiento de la música country . 

## Apariciones en películas
Cuando se le ofreció trabajar en Hollywood en el apogeo de su carrera como la "Voz de Southland", Austin apareció en varias películas, entre ellas Belle of the Nineties, Klondike Annie, Sadie McKee  (todos estrenos de 1934), Songs and Saddles (1938), y My Little Chickadee (1940) a petición de su amiga Mae West. 

## Honores
En 1978, la grabación de Austin de 1928 de "My Blue Heaven" (Victor 20964A), fue incluida en el Salón de la Fama de los Grammy.  En 2005, su grabación de 1926 de "Bye Bye Blackbird" (Victor 20044) también fue incluida en el Salón de la Fama de los Grammy. 

## Vida personal
Austin se casó con su primera esposa, Kathryn Arnold, una bailarina, en 1924 y se divorció de ella en 1929. Tuvieron una hija, Ann, nacida en 1928. Austin se casó con su segunda esposa, Agnes Antelline, en 1933, y ese mismo año nació su hija Charlotte. Él y Agnes se divorciaron en 1940. Posteriormente, Austin se casó con la actriz Doris Sherrell en 1940 y se divorció de ella en 1946. Se casó con su cuarta esposa, LouCeil Hudson, una cantante, en 1949, y el matrimonio duró hasta 1966. Austin se casó con Gigi Theodorea en 1967, su quinto y último matrimonio.
El cantante de música country Tommy Overstreet, que tuvo sus mayores éxitos en la década de 1970, era primo tercero de Austin.  
Austin se retiró a Palm Springs (California), a finales de la década de 1950 y estuvo activo en juntas cívicas allí hasta 1970. Los ingresos por la venta de sus discos le permitieron vivir cómodamente el resto de su vida. En 1962, hizo campaña sin éxito para ser candidato demócrata a gobernador del Estado de Nevada.  
Murió en Palm Springs de cáncer de pulmón y fue enterrado en el cementerio Forest Lawn Memorial Park en Glendale (California). 